# Juryj Kurjanowicz
Juryj (Juraś) Kurjanowicz (biał. Юрый (Юрась) Кур’яновiч; ur. 5 września 1968 w Mińsku) – białoruski pisarz, historyk i artysta. Członek Związku Pisarzy Białoruskich (2006).

## Życiorys
W 1991 roku ukończył Państwowy Instytut Gospodarki Narodowej, w 2013 r. – studia podyplomowe Białoruskiego Państwowego Uniwersytetu Pedagogicznego imienia Maksima Tanka, kierunek „Historia ojczysta”.
Po raz pierwszy przetłumaczył na język białoruski prace językowe Piotra Franki (1890 – 1941).
Autor zbiorów prozy On i Ona (1996), Miejska elegia (2007), przetłumaczył prozę Kwitnące słoneczniki (2013), naukowo-popularne książki Opowiadania staroświeckiej Łoszycy (2005), Białoruski wydział kryminalny (2018), Staroświecka Łoszyca (2018).
Miał 12 wystaw indywidualnych prac malarskich (olej, płótno). Jego obrazy znajdują się w galerii sztuki Muzeum Krajoznawczego Rejonu Puchowickiego (Marina Horka, Białoruś), w Narodowym Literacko-Memoriałowym Muzeum im. Iwana Franki (Lwów, Ukraina) oraz w zbiorach prywatnych.